# Верник (роман)
Верник је, хронолошки, трећи роман у трилогији Време зла, српског књижевника Добрице Ћосића, штампан 1984. године. Као и у претходна два наставка, Грешнику и Отпаднику, Ћосићеви јунаци су Иван, Милена и Вукашин Катић, затим Богдан и Владимир Драговић, Мишко, Нађа и Бора Луковић и најпосле Петар Бајевић.
У роману се обрађује период од повратка Богдана Драговића у Југославију, преко Априлског рата, до пада Ужичке републике. Роман је последња појава Вукашина Катића, протагонисте Времена смрти и Корена, као и Богдана Драговића и Петра Бајевића.